# Longhua, Fujian
Longhua (kinesiska: 龙华) är en köping i sydöstra Kina. Den ligger i Xianyou härad i staden Putian i provinsen Fujian, omkring 100 kilometer sydväst om provinshuvudstaden Fuzhou. Antalet invånare är 38 170. Befolkningen består av 19 203 kvinnor och 18 967 män. Barn under 15 år utgör 24,0 %, vuxna 15-64 år 65 %, och äldre över 65 år 10,0 %.